# Euryscopa
Euryscopa là một chi bọ cánh cứng trong họ Chrysomelidae.
Chi này được miêu tả khoa học năm 1848 bởi Lacordaire.

## Các loài
Các loài trong chi này gồm:
- Euryscopa argentina (Burmeister, 1877)
- Euryscopa bellorum Moldenke, 1981
- Euryscopa cingulata (Latreille, 1811)
- Euryscopa rozeni Moldenke, 1981
- Euryscopa semicincta Lacordaire, 1848
- Euryscopa simpsonae Moldenke, 1981
- Euryscopa snellingi Moldenke, 1981